# Limnophilomyia (Limnophilomyia) medleriana
Limnophilomyia (Limnophilomyia) medleriana is een tweevleugelige uit de familie steltmuggen (Limoniidae). De soort komt voor in het Afrotropisch gebied.